# Mihai Covaliu
Mihai Claudiu Covaliu (Brașov, 5 novembre 1977) è uno schermidore rumeno, specializzato nella sciabola. Ha vinto una medaglia d'oro ed una di bronzo nella scherma ai Giochi olimpici.

## Biografia
È sposato con la ex schermitrice Irina Covaliu.

## Palmarès
In carriera ha conseguito i seguenti risultati:
- Giochi olimpici

Sydney 2000: oro nella sciabola individuale.
Pechino 2008: bronzo nella sciabola a squadre.
- Mondiali

Nimes 2001: bronzo nella sciabola a squadre.
Lisbona 2002: bronzo nella sciabola individuale.
L'Avana 2003: argento nella sciabola individuale.
Lipsia 2005: oro nella sciabola individuale.
- Europei

Bolzano 1999: argento nella sciabola a squadre.
Coblenza 2001: bronzo nella sciabola individuale.
Mosca 2002: bronzo nella sciabola individuale.
Zalaegerszeg 2005: bronzo nella sciabola a squadre.
Smirne 2006: oro nella sciabola a squadre.
Gand 2007: bronzo nella sciabola individuale.
Kiev 2008: bronzo nella sciabola individuale.